# Johannes Bartholomäus Czernin
Johannes B. Czernin (* 19. September 1990 in New York City) ist ein österreichischer Opern- und Konzertsänger (Tenor) sowie Librettist und (Opern-)Regisseur. Er ist Co-Intendant der Taugler Liedertage.

## Leben und Familie
Johannes Czernin wuchs in München und Salzburg auf. Sein Vater Peter Czernin (* 1953 in Wien) und seine Mutter, Isabel Patricia (geb. Bummel-Schicht; * 1954 in Buenos Aires), förderten ihn früh musikalisch und ermöglichten ihm Klavier- und Geigenunterricht.
Nach Matura, Militärdienst, und einiger Zeit in Wien, wo er neben seinem Germanistik- und Philosophie-Studium im Czernin Verlag arbeitete, zog er nach Maldonado, Uruguay, um am CLAEH Medizin zu studieren. Nach einem Jahr Medizinstudium begann er seine Gesangsausbildung an der Universität Mozarteum im Vorbereitungslehrgang. Seinen Abschluss im Konzertfach Gesang machte er während der Pandemie 2021 an der Universität für Musik und darstellende Kunst Wien und arbeitet seither als freischaffender Künstler. Er lernte in der Universität zudem das Regiehandwerk von Markus Kupferblum kennen und befasste sich intensiv mit der Commedia dell’Arte. Daraufhin schrieb er das Libretto zum Singspiel Der Prätorianer, und führte die Regie bei dessen Uraufführung am 18. Juni 2022 in Sankt Koloman im Tennengau. Im Juli 2022 fanden zum ersten Mal die Taugler Liedertage statt, bei denen er gemeinsam mit Stephan Matthias Lademann die künstlerische Leitung innehat.
Während der Spielzeit 2023/24 arbeitete Czernin als Regieassistent und Abendspielleiter am Salzburger Landestheater. Dort wurde er mit der szenischen Einrichtung von Georges Bizets Die Perlenfischer beauftragt und hatte damit im April 2024 großen Erfolg.
Als Sänger debütierte Czernin im Sommer 2014 beim „Opernfestival Gut Immling“ als Franz in der baierischen Oper Der Brandner Kaspar von Christian Auer. Mittlerweile hat sich Czernin ein Repertoire im lyrischen Tenorfach erarbeitet, darunter Rollen wie Don José in Bizets Carmen und Siegfried in Oscar Straus’ Operette Die lustigen Nibelungen sowie die Tenor-Partie im Oratorium Der Messias, der Evangelist in Bachs Weihnachtsoratorium, der Tenor/Testo in Schumanns Das Paradies und die Peri (unter Fabrizio Ventura mit der Slowakischen Philharmonie in Bratislava), sowie Messen und Lieder vieler klassischer Komponisten. 2023 sang er an der Jerusalem Lyric Opera den Oronte in Händels Alcina. Im Oktober 2024 trat er beim „Festival Hohe Tauern“ bei einem Liederabend auf Schloss Mittersill auf.